# Eno (Rapper)

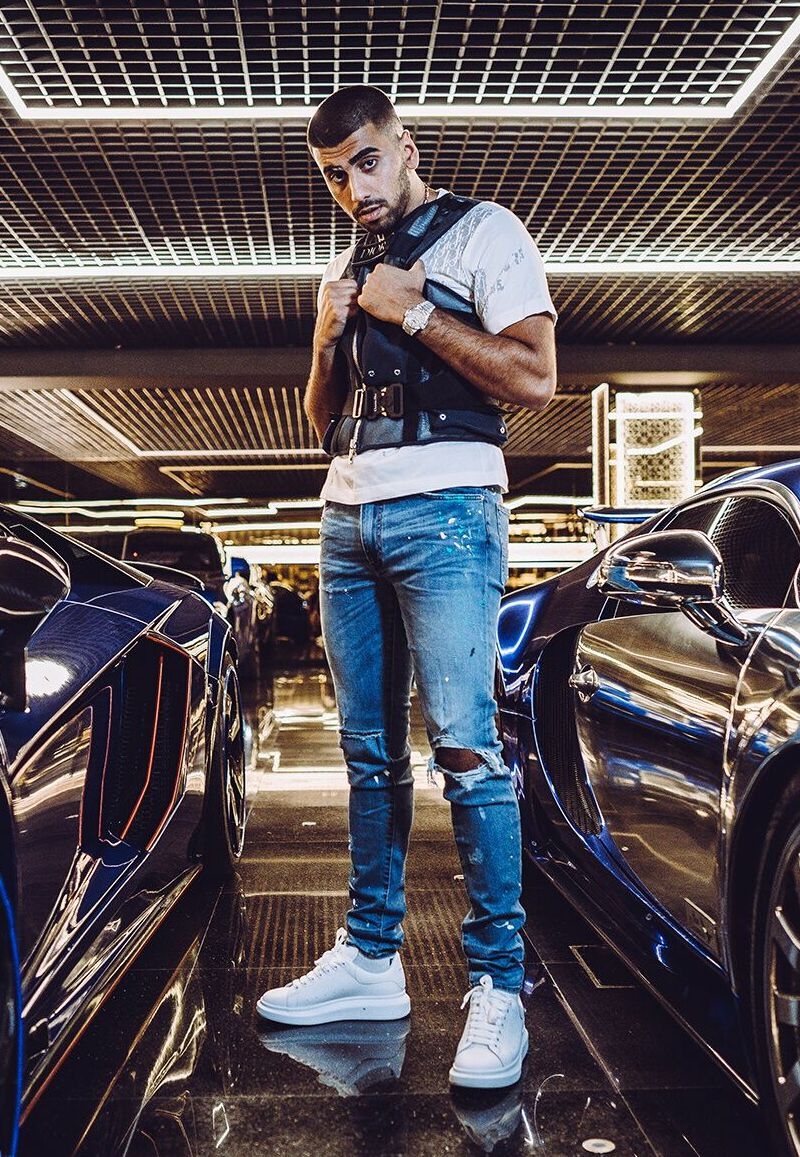
Pressefoto (2019)

Eno (* 18. Juni 1997 in Kovancılar, Türkei; bürgerlich Ensar Albayrak) ist ein deutscher Rapper kurdischer Abstammung.

## Leben und Karriere
Eno wurde in Kovancılar, einem Distrikt in Elazığ, geboren. Die Familie emigrierte von dort, als er dreieinhalb Jahre alt war, und lebte zunächst unter widrigen Bedingungen in Wiesbaden, bis seine Eltern Asyl beantragten. Erst mit acht Jahren besuchte Eno die Schule. Als einziger aus dem nahen Familienumfeld hat er einen Schulabschluss (Fachabitur) und studierte drei Semester Bauingenieurwesen an der Hochschule RheinMain.
Während des Studiums begann er 2016 mit dem Rappen und lud erste Songs auf YouTube hoch. Er nannte sich zunächst Eno183, basierend auf seinem Spitznamen und einer Postleitzahl-Endung von Wiesbaden.
Die ersten Songs erreichten Achtungserfolge auf YouTube, so kam Ich will auf etwa eine halbe Million Aufrufe. Zudem beteiligte sich Eno an dem Format Von der Straße in die Charts der Rapper Celo & Abdi beziehungsweise deren Label 385idéal. Der Durchbruch gelang ihm mit dem Song Wer macht Para? zusammen mit Dardan, der auf YouTube innerhalb kurzer Zeit drei Millionen Aufrufe erreichte.
Nachdem ihn Xatar auf seinem Label Kopfticker unter Vertrag nahm, pausierte er mit seinem Studium.
Am 5. Januar 2017 erschien sein Streetalbum beziehungsweise Mixtape Xalaz über Kopfticker Records. Das Album erreichte Platz 39 der deutschen Charts. 2017 folgte der Track AMG2 zusammen mit Azzi Memo, der Platz 8 der deutschen Charts erreichte.
Am 11. Mai 2018 wollte Eno zur Eröffnung des Fast-Food-Ladens Harput Burger in Wiesbaden ein Gratiskonzert geben. Als sich jedoch 3000 Menschen in der Straße drängten, die teilweise aus Frankfurt, Hanau und dem Saarland angereist waren, musste das Konzert abgebrochen werden.
2018 veröffentlichte Eno zunächst die Singles Wäwä, Penthouse, Cane cane (zusammen mit Raschid Moussa) und Mercedes, die sich alle in den deutschen Charts platzieren konnten. Sein Album Wellritzstrasse wurde am 26. Oktober 2018 veröffentlicht und erschien über das Hauptlabel Alles oder Nix Records.
Im Mai 2019 verurteilte das Amtsgericht Wiesbaden ihn zu einer Geldstrafe von 10.000 Euro wegen eines illegalen Autorennens in der Stadt Wiesbaden, das er sich ein Jahr zuvor mit einem Freund geliefert hatte.
Bei seinem Auftritt bei den Hype Awards 2019 in Berlin hatte er einen Aussetzer, vergaß den Text zu seinem Hit Ferrari komplett und verließ die Bühne.
Im Jahr 2022 übernahm er die Rolle des Rappers SSIO in Fatih Akins Spielfilm Rheingold.
Ende 2022 gab er bekannt, dass er Alles oder Nix Records, das Unternehmen, bei dem er jahrelang gearbeitet hatte, verlassen werde.

## Diskografie

### Studioalben
| Jahr | Titel           | Höchstplatzierung, Gesamtwochen, AuszeichnungChartplatzierungen (Jahr, Titel, Platzierungen, Wochen, Auszeichnungen, Anmerkungen) | Höchstplatzierung, Gesamtwochen, AuszeichnungChartplatzierungen (Jahr, Titel, Platzierungen, Wochen, Auszeichnungen, Anmerkungen) | Höchstplatzierung, Gesamtwochen, AuszeichnungChartplatzierungen (Jahr, Titel, Platzierungen, Wochen, Auszeichnungen, Anmerkungen) | Anmerkungen                            |
| Jahr | Titel           | DE | AT | CH | Anmerkungen                            |
| ---- | --------------- | --- | --- | --- | -------------------------------------- |
| 2018 | Wellritzstrasse | DE5 (3 Wo.)DE | — | CH41 (1 Wo.)CH | Erstveröffentlichung: 26. Oktober 2018 |
| 2019 | Fuchs           | DE3 (6 Wo.)DE | AT6 (3 Wo.)AT | CH10 (4 Wo.)CH | Erstveröffentlichung: 3. Mai 2019      |
| 2020 | Bonität         | DE16 (1 Wo.)DE | AT35 (1 Wo.)AT | CH50 (1 Wo.)CH | Erstveröffentlichung: 21. Februar 2020 |
| 2021 | Ensar           | DE20 (1 Wo.)DE | — | CH70 (1 Wo.)CH | Erstveröffentlichung: 27. August 2021  |
| 2022 | Brot            | DE62 (1 Wo.)DE | — | — | Erstveröffentlichung: 28. Oktober 2022 |

### Mixtapes
| Jahr | Titel | Höchstplatzierung, Gesamtwochen, AuszeichnungChartplatzierungen (Jahr, Titel, Platzierungen, Wochen, Auszeichnungen, Anmerkungen) | Höchstplatzierung, Gesamtwochen, AuszeichnungChartplatzierungen (Jahr, Titel, Platzierungen, Wochen, Auszeichnungen, Anmerkungen) | Anmerkungen                          |
| Jahr | Titel | DE | CH | Anmerkungen                          |
| ---- | ----- | --- | --- | ------------------------------------ |
| 2017 | Xalaz | DE39 (1 Wo.)DE | CH66 (1 Wo.)CH | Erstveröffentlichung: 5. Januar 2017 |

### Singles als Leadmusiker
| Jahr | Titel Album               | Höchstplatzierung, Gesamtwochen, AuszeichnungChartplatzierungen (Jahr, Titel, Album, Platzierungen, Wochen, Auszeichnungen, Anmerkungen) | Höchstplatzierung, Gesamtwochen, AuszeichnungChartplatzierungen (Jahr, Titel, Album, Platzierungen, Wochen, Auszeichnungen, Anmerkungen) | Höchstplatzierung, Gesamtwochen, AuszeichnungChartplatzierungen (Jahr, Titel, Album, Platzierungen, Wochen, Auszeichnungen, Anmerkungen) | Anmerkungen                                                           |
| Jahr | Titel Album               | DE | AT | CH | Anmerkungen                                                           |
| --- | ------------------------- | --- | --- | --- | --------------------------------------------------------------------- |
| 2018 | Wäwä –                    | DE45 (3 Wo.)DE | — | — | Erstveröffentlichung: 19. Januar 2018                                 |
| 2018 | Penthouse Wellritzstrasse | DE30 Gold · (15 Wo.)DE | AT66 Gold · (4 Wo.)AT | — | Erstveröffentlichung: 14. Juni 2018 Verkäufe: + 215.000               |
| 2018 | Mercedes Wellritzstrasse  | DE6 Gold · (29 Wo.)DE | AT18 Platin · (15 Wo.)AT | CH41 (5 Wo.)CH | Erstveröffentlichung: 19. Juli 2018 Verkäufe: + 230.000               |
| 2018 | Cane cane Wellritzstrasse | DE25 (2 Wo.)DE | — | — | Erstveröffentlichung: 13. September 2018 feat. Raschid Moussa         |
| 2018 | Malle Wellritzstrasse     | DE52 (2 Wo.)DE | — | — | Erstveröffentlichung: 5. Oktober 2018 feat. Xatar                     |
| 2018 | Wowowo Wellritzstrasse    | DE72 (1 Wo.)DE | — | — | Erstveröffentlichung: 25. Oktober 2018                                |
| 2019 | Ferrari Fuchs             | DE1 Gold · (12 Wo.)DE | AT1 (10 Wo.)AT | CH1 (7 Wo.)CH | Erstveröffentlichung: 8. Februar 2019 Verkäufe: + 200.000; feat. Mero |
| 2019 | Blackberry Sky Fuchs      | DE2 Gold · (13 Wo.)DE | AT6 Gold · (8 Wo.)AT | CH11 (6 Wo.)CH | Erstveröffentlichung: 22. März 2019 Verkäufe: + 215.000               |
| 2019 | Plaza Fuchs               | DE38 (3 Wo.)DE | AT57 (1 Wo.)AT | CH82 (1 Wo.)CH | Erstveröffentlichung: 19. April 2019 feat. Noah                       |
| 2019 | Wer macht Para 2 Sorry…   | DE5 (5 Wo.)DE | AT10 (3 Wo.)AT | CH14 Gold · (3 Wo.)CH | Erstveröffentlichung: 21. Juni 2019 Verkäufe: + 10.000; mit Dardan    |
| 2019 | Entourage Bonität         | DE31 (2 Wo.)DE | AT52 (1 Wo.)AT | CH83 (1 Wo.)CH | Erstveröffentlichung: 6. September 2019                               |
| 2019 | Bunte Farben Bonität      | DE44 (2 Wo.)DE | — | — | Erstveröffentlichung: 4. Oktober 2019                                 |
| 2019 | Sauba Bonität             | DE65 (1 Wo.)DE | — | — | Erstveröffentlichung: 15. November 2019                               |
| 2019 | Mon ami Bonität           | DE73 (1 Wo.)DE | — | — | Erstveröffentlichung: 13. Dezember 2019 feat. Ezhel                   |
| 2020 | Kommunikation Bonität     | DE6 (5 Wo.)DE | AT9 (3 Wo.)AT | CH27 (3 Wo.)CH | Erstveröffentlichung: 24. Januar 2020 mit Nimo                        |
| 2020 | Bana ne Bonität           | DE78 (1 Wo.)DE | — | — | Erstveröffentlichung: 14. Februar 2020                                |
| 2020 | Was machst du –           | DE32 (2 Wo.)DE | AT66 (1 Wo.)AT | — | Erstveröffentlichung: 3. April 2020 mit Murda                         |
| 2021 | Ensar                     | DE99 (1 Wo.)DE | — | — | Erstveröffentlichung: 18. Juni 2021                                   |
| 2021 | Heavy Duty Ensar          | DE— aDE | — | — | Erstveröffentlichung: 2. Juli 2021 feat. M Huncho                     |
| 2021 | Talentiert Ensar          | — | — | — | Erstveröffentlichung: 23. Juli 2021 feat. Pronto                      |
| 2021 | Safe Ensar                | — | — | — | Erstveröffentlichung: 13. August 2021 feat. Doria                     |
| 2021 | Xayîn –                   | DE76 (1 Wo.)DE | — | — | Erstveröffentlichung: 8. Oktober 2021 mit Deno419                     |
| 2022 | Bei Platin –              | — | — | — | Erstveröffentlichung: 29. Juni 2022                                   |
| 2022 | FFP2 –                    | — | — | — | Erstveröffentlichung: 8. Juli 2022                                    |
| 2022 | Amsterdam –               | DE82 (1 Wo.)DE | — | — | Erstveröffentlichung: 29. Juli 2022                                   |
| 2022 | 90x180 –                  | DE90 (1 Wo.)DE | — | — | Erstveröffentlichung: 23. September 2022                              |
| 2022 | Irgendwann –              | DE— bDE | — | — | Erstveröffentlichung: 7. Oktober 2022 feat. Bausa                     |
| 2023 | Sim –                     | DE86 (1 Wo.)DE | — | — | Erstveröffentlichung: 3. August 2023 feat. Dardan                     |
| 2023 | Wie viel –                | DE— cDE | — | — | Erstveröffentlichung: 9. November 2023                                |
| 2023 | Imaginando –              | DE92 (1 Wo.)DE | — | — | Erstveröffentlichung: 7. Dezember 2023 feat. Morad & Mero             |
| 2024 | Xalaz Xalaz –             | DE— dDE | — | — | Erstveröffentlichung: 7. Juni 2024 mit Caney030                       |
| 2024 | Dilemin –                 | DE86 (1 Wo.)DE | — | — | Erstveröffentlichung: 23. August 2024 feat. Nimo                      |
| 2024 | Gunshot –                 | DE35 (3 Wo.)DE | — | CH85 (… Wo.)CH | Erstveröffentlichung: 13. September 2024 feat. Olexesh                |
| 2025 | Wer macht Para 3 –        | DE15 (2 Wo.)DE | AT20 (1 Wo.)AT | CH31 (1 Wo.)CH | Erstveröffentlichung: 21. Februar 2025 mit Dardan & Daniel Slump      |
| 2025 | Plus eins –               | DE64 (… Wo.)DE | — | — | Erstveröffentlichung: 20. Juni 2025                                   |
| Folgende Lieder erschienen nicht als Single, wurden aber durch das Album zum Download und Streaming bereitgestellt und konnten somit eine Platzierung erlangen: |                           | | | |                                                                       |
| |                           | | | |                                                                       |
| 2019 | Souvenir Fuchs            | DE36 (3 Wo.)DE | AT71 (1 Wo.)AT | — | Charteinstieg: 10. Mai 2019                                           |
| 2019 | Hamdullah Fuchs           | DE89 (1 Wo.)DE | — | — | Charteinstieg: 10. Mai 2019 feat. Xatar                               |
| 2019 | Pilot Fuchs               | DE91 (1 Wo.)DE | — | — | Charteinstieg: 10. Mai 2019 feat. Luciano                             |
| 2020 | Ey hawar Bonität          | DE53 (2 Wo.)DE | — | — | Charteinstieg: 28. Februar 2020 feat. Xatar                           |
| 2021 | Vollmond Ensar            | DE21 (6 Wo.)DE | AT55 (1 Wo.)AT | CH59 (1 Wo.)CH | Charteinstieg: 3. September 2021 feat. Luciano                        |

### Singles als Gastmusiker
| Jahr | Titel Album                      | Höchstplatzierung, Gesamtwochen, AuszeichnungChartplatzierungen (Jahr, Titel, Album, Platzierungen, Wochen, Auszeichnungen, Anmerkungen) | Höchstplatzierung, Gesamtwochen, AuszeichnungChartplatzierungen (Jahr, Titel, Album, Platzierungen, Wochen, Auszeichnungen, Anmerkungen) | Höchstplatzierung, Gesamtwochen, AuszeichnungChartplatzierungen (Jahr, Titel, Album, Platzierungen, Wochen, Auszeichnungen, Anmerkungen) | Anmerkungen |
| Jahr | Titel Album                      | DE | AT | CH | Anmerkungen |
| --- | -------------------------------- | --- | --- | --- | --- |
| 2017 | AMG2 Trap’n’Haus                 | DE8 Gold · (12 Wo.)DE | AT39 (2 Wo.)AT | CH51 (1 Wo.)CH | Erstveröffentlichung: 16. November 2017 Verkäufe: + 200.000; Azzi Memo feat. Eno |
| 2018 | Roli Glitzer Glitzer Allein      | DE1 Gold · (12 Wo.)DE | AT4 (6 Wo.)AT | CH7 (3 Wo.)CH | Erstveröffentlichung: 19. Oktober 2018 Verkäufe: + 200.000; Capital Bra feat. Eno & Luciano |
| 2019 | 3% Emoetion                      | DE44 (3 Wo.)DE | — | — | Erstveröffentlichung: 24. Mai 2019 Moe Phoenix feat. Eno |
| 2020 | Aventador Soko Disko             | DE20 (3 Wo.)DE | AT35 (1 Wo.)AT | CH58 (1 Wo.)CH | Erstveröffentlichung: 5. Juni 2020 Dardan feat. Eno & Noah |
| 2021 | Umsatz Vibez ‘n’ Flowz           | DE— eDE | — | — | Erstveröffentlichung: 15. September 2021 Azzi Memo feat. Eno |
| 2024 | Miss My Home Zwei                | DE47 (1 Wo.)DE | — | — | Erstveröffentlichung: 17. Januar 2024 Nimo feat. Eno |
| 2025 | Stempel CC –                     | DE24 (2 Wo.)DE | — | — | Erstveröffentlichung: 6. Februar 2025 Mali feat. Caney030 & Eno |
| 2025 | Hade –                           | DE50 (1 Wo.)DE | — | — | Erstveröffentlichung: 4. April 2025 KC Rebell feat. Eno & Hakim Lokman |
| 2025 | Bissu dumm ¿ (Megalodon Remix) – | DE8 (4 Wo.)DE | AT15 (2 Wo.)AT | CH19 (2 Wo.)CH | Erstveröffentlichung: 16. April 2025 Bonez MC & Nate57 feat. AchtVier, AK 33, AK Ausserkontrolle, Azad, Big Toe, Caney030, Celo & Abdi, Crackaveli, Curse, Dardan, Die P, Eno, Finch, Frauenarzt, Hakan Abi, Haze, Jaill, Jan Delay, Jonesmann, Juju, Kaisa Natron, Kolja Goldstein, Kontra K, Kwam.E, Laas Unltd., LX, Makko, Massiv, MP Freshly, Nizi19, Olexesh, OTW, Reeperbahn Kareem, Sa4, Saliou, Samra, Sido, Silva, Sil3A, Ski Aggu, Tom Hengst, Vega, Veysel, Zined |
| Folgende Lieder erschienen nicht als Single, wurden aber durch das Album zum Download und Streaming bereitgestellt und konnten somit eine Platzierung erlangen: |                                  | | | | |
| |                                  | | | | |
| 2018 | Locodinho L.O.C.O.               | DE54 (1 Wo.)DE | — | — | Charteinstieg: 30. November 2018 Luciano feat. Eno |

## Auszeichnungen für Musikverkäufe
Anmerkung: Auszeichnungen in Ländern aus den Charttabellen bzw. Chartboxen sind in ebendiesen zu finden.
| Land/RegionAuszeichnungen für Musikverkäufe (Land/Region, Auszeichnungen, Verkäufe, Quellen) | Gold     | Platin  | Verkäufe  | Quellen           |
| -------------------------------------------------------------------------------------------- | -------- | ------- | --------- | ----------------- |
| Deutschland (BVMI)                                                                           | 6× Gold6 | —       | 1.200.000 | musikindustrie.de |
| Österreich (IFPI)                                                                            | 2× Gold2 | Platin1 | 60.000    | ifpi.at           |
| Schweiz (IFPI)                                                                               | Gold1    | —       | 10.000    | hitparade.ch      |
| Insgesamt                                                                                    | 9× Gold9 | Platin1 |           |                   |